# Взлёт и падение ДОДО
«Взлёт и падение ДОДО» (англ. The Rise and Fall of D.O.D.O.) — научно-фантастический роман американских писателей Нила Стивенсона и Николь Галланд, впервые опубликованный в 2017 году.

## Сюжет
Действие романа связано со сверхсекретным правительственным агентством ДОДО, в распоряжении которого есть документы о существовании магии. Главные герои пытаются понять, почему в современном мире магические практики перестали работать.

## Восприятие
В Kirkus Reviews «Взлёт и падение ДОДО» охарактеризовали как «странную и сумасбродную историю», привлекательную для поклонников фантастического жанра. В Financial Times книгу похвалили за остроумие и «здоровое чувство абсурда». Обозреватель The Guardian считает, что большая часть авторского юмора не сработала и что роман не станет классикой, хотя его можно отнести к категории «приятное чтение».
Рецензент «Мира фантастики» считает, что «с точки зрения идей и сюжета книга не дотягивает до большинства сольных творений Стивенсона».